# 千葉県道126号八幡菊間線
千葉県道126号八幡菊間線（ちばけんどう126ごう やわたきくません）は、千葉県市原市内を通る一般県道。

## 概要
- 起点：市原市八幡[1]（千葉県道24号千葉鴨川線交点）
- 終点：市原市菊間（旧茂原街道交点）
- 総延長：*.* km（市原土木事務所管内：*.* km）
- 重用延長：*.* km（市原土木事務所管内：*.* km）
- 実延長：2.959 km（市原土木事務所管内：2.959 km[1]）

## 通過する自治体
- 市原市

## 交差する道路
- 千葉県道24号千葉鴨川線（起点）